# Nam Đà
Nam Đà là một xã thuộc huyện Krông Nô, tỉnh Đắk Nông, Việt Nam.

## Địa lý
Xã Nam Đà nằm ở phía bắc huyện Krông Nô, có vị trí địa lý:
- Phía đông giáp xã Buôn Choáh
- Phía tây giáp xã Nam Xuân
- Phía nam giáp thị trấn Đắk Mâm và xã Đắk Drô
- Phía bắc giáp xã Đắk Sôr và tỉnh Đắk Lắk.

Xã có diện tích 53,95 km², dân số năm 2007 là 10.274 người, mật độ dân số đạt 190 người/km².

## Hành chính
Xã Nam Đà được chia thành 14 thôn: Nam Cường, Nam Hà, Nam Hải, Nam Hiệp, Nam Nghĩa, Nam Phú, Nam Sơn, Nam Tân, Nam Thắng, Nam Thành, Nam Thạnh, Nam Thuận, Nam Trung, Nam Xuân.

## Lịch sử
Xã Nam Đà được thành lập vào ngày 20 tháng 4 năm 1978, là một xã thuộc vùng kinh tế mới của huyện Đắk Mil lúc bấy giờ.
Ngày 9 tháng 11 năm 1987, huyện Krông Nô được thành lập, xã Nam Đà chuyển sang trực thuộc huyện Krông Nô.
Tháng 10 năm 1993, xã Đắk Mâm được thành lập trên cơ sở 1.000 ha diện tích tự nhiên và 2.750 người của xã Đắk Rồ, 2.250 ha diện tích tự nhiên và 1.435 người của xã Nam Đà.
Sau khi điều chỉnh địa giới hành chính, xã Nam Đà còn lại 12.130 ha diện tích tự nhiên và 6.640 người.
Ngày 18 tháng 11 năm 1996, Chính phủ ban hành Nghị định 71-CP. Theo đó, thành lập xã Buôn Choáh trên cơ sở 5.250 ha diện tích tự nhiên và 2.450 người của xã Nam Đà.
Sau khi điều chỉnh địa giới hành chính, xã Nam Đà còn lại 6.212 ha diện tích tự nhiên và 6.550 người.
Ngày 18 tháng 10 năm 2007, Chính phủ ban hành Nghị định 155/2007/NĐ-CP. Theo đó, thành lập xã Nam Xuân trên cơ sở điều chỉnh 2.394 ha diện tích tự nhiên và 6.687 người của xã Đắk Sôr, 619 ha diện tích tự nhiên của xã Nam Đà.
Sau khi điều chỉnh địa giới hành chính, xã Nam Đà còn lại 5.395 ha diện tích tự nhiên và 10.274 người.
Ngày 30 tháng 9 năm 2019, Hội đồng Nhân dân tỉnh Đắk Nông ban hành Nghị quyết 24/NQ-HĐND về việc:
- Sáp nhập thôn Nam Thanh vào thôn Nam Thắng
- Sáp nhập thôn Nam Anh vào thôn Nam Phú.